# Дом-музей Шиллера (Лейпциг)
Дом-музей Шиллера (нем. Schillerhaus) — крестьянский дом в районе Голис (Menckestraße 42) немецкого города Лейпциг в федеральной земле Саксония, где летом 1785 года останавливался Фридрих Шиллер. Здесь он работал над вторым актом «Дона Карлоса» и написал первую версию оды «К радости», осенью того же года представленную в Дрездене. Здание примечательно также тем, что представляет собой старейший сохранившийся крестьянский дом на территории Лейпцига.
Музей, открытый здесь в 1848 году, является филиалом лейпцигского Музея городской истории.

## Исторический очерк
Здание было возведено в 1717 году в лежавшей на окраине Лейпцига деревне Голис в качестве одноэтажного жилого дома трёхчастного крестьянского двора. При этом в доме первоначально располагалось также стойло для домашнего скота.
Во второй половине XVIII века, когда Голис стал излюбленным местом летнего отдыха горожан, жилой дом был надстроен и переоборудован под летние наёмные квартиры. Именно в одной из таких квартир на втором этаже в период с 7 мая по 11 сентября 1785 года останавливался 25-летний Фридрих Шиллер, приехавший в Лейпциг по приглашению Кристиана Готтфрида Кёрнера. В то же самое время здесь жил знаменитый издатель Георг Иоахим Гёшен (нем. Georg Joachim Göschen).
Дом Шиллера в Голисе был «заново открыт» в 1841 году: по инициативе секретаря лейпцигского театра Роберта Блюма 11 сентября здесь были торжественно открыты памятная доска и обрамляющие проход почётные ворота в барочном стиле. 24 октября 1842 года Роберт Блюм основал также Лейпцигское общество Шиллера (нем. Leipziger Schillerverein), взявшее на себя заботы по обустройству музея, открытого в 1848 году.
В 1856 году, под угрозой запланированных продажи и сноса, здание было выкуплено Шиллеровским обществом на собранные его членами пожертвования (в земельном кадастре собственность Общества на дом была закреплена в 1864 году).
Утраченные к началу XX века ворота музея были восстановлены в 1911 году по проекту Макса Лангхайнриха.
Во время Второй мировой войны, в декабре 1943 года крышу здания пробил зажигательный фугас, по счастливому стечению обстоятельств застрявший в бывшей спальне Шиллера и не причинивший значительного ущерба. Вслед за тем последовала эвакуация особо ценных экспонатов в Вурценский собор, где часть из них бесследно пропала.
В 1949 году Дом Шиллера стал государственной собственностью, и в 1961 году был подчинён Музею городской истории Лейпцига. Проведённые в 1966—1969 и 1985—1989 годы реставрационные работы, затронувшие сад и соседнее здание, однако, почти полностью изменили внешний вид музея; кроме того была безвозвратно утеряна оригинальная раскрашенная штукатурка стен.
В 1995 году, здание музея, находившееся под угрозой обрушения, было закрыто для проведения срочных восстановительно-реставрационных работ, и снова открыто спустя 3 года, 28 октября 1998 года. В 2002 году по историческим образцам был воссоздан крестьянский сад.
Выставка в доме-музее Шиллера с её примерно 100 оригинальными экспонатами посвящена, в первую очередь, литературным работам Шиллера и лейпцигским театральным премьерам его произведений («Коварство и любовь», «Дон Карлос», и других), а также истории написания оды «К радости». Кроме прочего, подробно освещена история Лейпцигского общества Шиллера, как и история самого здания. В музее регулярно организуются временные выставки.